# Solecurtus subcandidus
Solecurtus subcandidus is een tweekleppigensoort uit de familie van de Solecurtidae. De wetenschappelijke naam van de soort is voor het eerst geldig gepubliceerd in 1899 door Sturany.